# A Opinião Pública
A Opinião Pública foi o primeiro filme de longa-metragem do diretor de cinema brasileiro Arnaldo Jabor. 
O filme busca retratar a classe média brasileira, seu fanatismo, sua vida, seu pensamento político etc.